# Democrazia Cristiana con Rotondi
La Democrazia Cristiana con Rotondi (DCR), precedentemente nota come Democrazia Cristiana per le Autonomie, è un partito politico italiano, il cui 
leader è Gianfranco Rotondi, ex esponente di DC, PPI e CDU.
Fondata il 25 giugno 2005 con la denominazione Democrazia Cristiana per le Autonomie, in occasione delle elezioni politiche di quell'anno, si presenta in una lista unica con il Nuovo PSI aderendo alla Casa delle Libertà ed eleggendo propri rappresentanti in Parlamento. Nel 2008 sospende la propria attività per aderire al Popolo della Libertà, prima di essere rilanciata in autonomia nel 2015.

## Storia

### La disputa su nome e simbolo della DC
In seguito allo scioglimento della Democrazia Cristiana, avvenuto nel gennaio 1994, con il conseguente cambiamento di denominazione in Partito Popolare Italiano e la successiva divisione (1995) operata dai Cristiani Democratici Uniti, si stabilì che, da un lato, al PPI, alleato della coalizione di centro-sinistra, spettasse di mantenere la denominazione di Partito Popolare Italiano, e che, dall'altro, ai Cristiani Democratici Uniti, alleato della coalizione di centro-destra, spettasse di mantenere il simbolo dello scudo crociato con la scritta "Libertas".
I due partiti hanno continuato a svolgere la propria attività, con le proprie denominazioni e i propri simboli. In occasione di questa spartizione, considerato che nessuno dei due partiti era interessato alla storica denominazione di "Democrazia Cristiana", Gianfranco Rotondi (tesoriere del CDU) chiese e ottenne che gli fosse attribuita.
Intanto, però, un gruppo di sostenitori della ex DC portò avanti l'attività di un partito che riprese la vecchia denominazione di Democrazia Cristiana, guidato da Giuseppe Alessi, Giuseppe Pizza e Aniello Di Vuolo, continuando a celebrare congressi nell'ordine numerale dello storico partito.
Nel frattempo, l'Associazione Democrazia Cristiana (costituita da Gianfranco Rotondi) manifestava l'intenzione di costituirsi in partito autonomo, chiedendo anch'essa di partecipare alla contesa di nome e simbolo. Questa situazione sfociò in una sentenza del Tribunale civile di Roma (2005), la quale stabilì che nessun partito poteva usare contemporaneamente la denominazione "Democrazia Cristiana" e il simbolo dello Scudo Crociato (appartenenti alla storica DC della Prima Repubblica) e che il simbolo dello Scudo Crociato spettava ancora ai Cristiani Democratici Uniti, e quindi all'UDC (nel quale i Cristiani Democratici Uniti erano confluiti). Quanto al nome "Democrazia Cristiana", fu stabilito che esso spettava a Rotondi in virtù dell'accordo del 1995.
Il 29 dicembre 2004, Gianfranco Rotondi uscì dall'Unione dei Democratici Cristiani e di Centro per rifondare la Democrazia Cristiana.
Il 25 marzo 2005, venne alla luce un'altra Democrazia Cristiana, quella di Angelo Sandri, staccatosi dalla DC di Giuseppe Pizza dopo l'insuccesso delle elezioni europee del 2004, al quale viene anche riconosciuto l'utilizzo del titolo "Democrazia Cristiana" in relazione all'attività politica dello stesso Sandri.
Anche per queste ragioni, in un primo momento, a Gianfranco Rotondi non venne consentito di usare in Parlamento la denominazione "Democrazia Cristiana": i suoi deputati alla Camera costituirono la componente "Ecologisti Democratici" all'interno del Gruppo misto.
L'ultimo capitolo della vicenda fu scritto nel novembre 2006, quando venne riconosciuta la DC di Pizza e Di Vuolo come soggetto politico continuatore della Democrazia Cristiana storica, che in realtà non è mai stata formalmente sciolta, in quanto l'unico soggetto titolato a compiere tale atto è il congresso, che in quell'occasione non fu convocato. Rotondi farà uso dell'unico appellativo di Democrazia Cristiana per le Autonomie.

### La nascita
La DC Per le Autonomie nasce in origine come Associazione Democrazia Cristiana, fondata dal deputato Gianfranco Rotondi il 25 ottobre 2004 all'interno dell'Unione dei Democratici Cristiani e di Centro.
L'associazione decide di uscire fuori dal partito democratico-cristiano di centro-destra, costituendosi come formazione politica autonoma il 23 dicembre 2004. Una prima competizione ufficiale l'ha affrontata alle elezioni regionali del 2005, ancora in fase di costituzione e soltanto in alcune regioni.
Il suo primo congresso costitutivo si tiene a Roma il 25 giugno 2005. In quell'occasione viene deliberato di adottare l'attuale denominazione e Rotondi viene confermato segretario politico. Nominati anche Mauro Cutrufo vice segretario, Paolo Cirino Pomicino direttore politico de "La Discussione", Giampiero Catone segretario organizzativo e Francesco De Luca responsabile Enti locali.

### La prima assemblea nazionale
Il primo vertice nazionale della Democrazia Cristiana per le Autonomie dopo la sua nascita si tiene a Roma nel novembre 2005: all'ordine del giorno ci sono importanti scenari da definire, soprattutto per il progressivo avvicinarsi delle elezioni politiche. Il segretario Rotondi è favorevole all'adesione alla Casa delle Libertà, ma il vertice attende a determinarsi ufficialmente in attesa di futuri risvolti.
Intanto il partito accoglie l'adesione di nuovi affermati esponenti, tra cui il vicepresidente della Camera, Publio Fiori, che il 12 novembre viene eletto presidente del partito. Fiori era un esponente di primo piano di Alleanza Nazionale, in passato esponente della DC; ha lasciato il partito a luglio proprio in seguito alle svolte laiche del leader Gianfranco Fini (fra cui ebbe un peso determinante la decisione di votare 3 sì ai referendum sulla fecondazione assistita, mentre i cattolici erano per l'astensione).

### L'adesione alla CdL e l'approdo in Parlamento
L'adesione ufficiale alla Casa delle Libertà arriva il 12 gennaio 2006, dopo che il partito aveva già avviato contatti per raggiungere un accordo elettorale con il Nuovo PSI di Gianni De Michelis e presentare una lista unitaria alle elezioni. I movimenti annunciano l'adesione al centrodestra in una conferenza stampa con il Presidente del Consiglio in carica, Silvio Berlusconi, leader della CdL, e nella quale viene presentato il programma elettorale.
Il nuovo soggetto punta a rappresentare una "terza identità", un ritorno alle ideologie del passato ritenute ancora valide per la politica attuale. All'indomani delle elezioni, la lista comune "DC-PSI" ottiene 285 000 alla Camera (0,7%) e 190 000 al Senato (0,6%). Grazie alle norme previste dalla legge elettorale appena introdotta, partecipa alla ripartizione dei seggi della Camera in qualità di "miglior perdente" della coalizione (è stata la lista maggiormente votata, al di sotto dello sbarramento del 2%).
La DCA elegge quattro deputati: due con la lista DC-PSI, ossia Paolo Cirino Pomicino (che lascia l'incarico di parlamentare europeo) e Massimo Nardi; due ospitati nelle liste di Forza Italia, Francesco De Luca e Giampiero Catone (che nel febbraio 2009 si separa da Rotondi,  - quotidiano Il Giornale pag. 12 del 14 febbraio 2009 -.) Al Senato vengono eletti, invece, il segretario Rotondi e Mauro Cutrufo. Tra i candidati non eletti figurava anche il comico italiano Pippo Franco come capolista al Senato nella regione Lazio.
Il partito conquista le presidenze di due gruppi parlamentari: alla Camera dei deputati, Cirino Pomicino ha guidato il gruppo parlamentare "DCA - Nuovo PSI"; al Senato, Cutrufo ha presieduto il gruppo "DCA - PRI - MPA".
A luglio 2006, Publio Fiori viene espulso dal partito, accusato di aver convocato illecitamente un congresso nazionale.

### L'adesione al Popolo della Libertà
La DCA intensifica i rapporti con la Casa delle Libertà e il suo leader Berlusconi, sostenendo di voler costituire l'anima moderata di un soggetto politico ispirato al Partito Popolare Europeo. Il 2 dicembre 2006 partecipa alla manifestazione nazionale contro la Finanziaria varata dal Governo Prodi accanto ai partiti del centrodestra, ad eccezione dell'UDC che intraprende una strada di opposizione autonoma.
A novembre 2007, fallito il tentativo di provocare la caduta del Governo sull'approvazione della Finanziaria 2007, Berlusconi lancia il nuovo partito del Popolo della Libertà, verso il quale la DCA manifesta l'intenzione di aderire. L'ingresso nella DCA nel nuovo soggetto unitario del centro-destra viene confermato quando, dopo la caduta del Governo Prodi II e l'indizione di elezioni anticipate, Berlusconi accelera il processo costituente del PdL in vista della campagna elettorale. Nelle elezioni politiche del 2008, la coalizione PdL-LN-MpA ottiene la maggioranza e la DCA entra nella maggioranza come membro del PdL, in attesa della definitiva nascita del Popolo della Libertà quale partito unico. Per sé, il partito elegge tre deputati (Gianfranco Rotondi, Giampiero Catone e Francesco De Luca) e un senatore (Mauro Cutrufo).
Nel Governo Berlusconi IV, Gianfranco Rotondi viene nominato Ministro per l'Attuazione del programma di governo.
Il Consiglio Nazionale della DCA del 13 dicembre 2008 affida all'ufficio di segreteria la procedura di scioglimento del partito per la costituzione del PdL prevista per la fine di marzo 2009.
Il 16 novembre 2013, con la sospensione delle attività del Popolo della Libertà, Gianfranco Rotondi aderisce a Forza Italia.
Il 27 giugno 2015 il progetto riprende vigore e, una volta organizzato, viene resa nota la nuova denominazione Rivoluzione Cristiana, con l'obiettivo di rappresentare i cattolici della Terza Repubblica. Rotondi rimane comunque deputato nelle file del suo gruppo. 
In seguito, il 31 agosto 2018, Rotondi annuncia la ricostituzione di un'altra Democrazia Cristiana, nel tentativo di federare i vari soggetti politici che rivendicavano l'eredità della DC storica, salvo porre fine all'iniziativa nel 2019.
Nel luglio 2021 Paola Balducci presenta l'associazione di ispirazione  ambientalista Verde è Popolare, la cui lista raccoglie l'eredità della DC di Rotondi. In seguito, nel 2023, il partito assume la denominazione attuale.

### La riattivazione nel 2018
Il 19 ottobre 2017 Gianfranco Rotondi, dopo un incontro con Silvio Berlusconi, Lorenzo Cesa e Clemente Mastella, esprime la volontà di ripresentare alle elezioni la DC.
Il 7 luglio 2018 viene quindi nominato presidente nazionale della Federazione Popolare dei Democratici Cristiani, raggruppamento di associazioni culturali, movimenti e/o partiti evidentemente ispirati allo scudo crociato. Angelo Sandri viene nominato vicepresidente vicario e Franco De Simoni vicepresidente. Rotondi riattiva quindi la Democrazia Cristiana da lui fondata nel 2004 e ridenominata in seguito Democrazia Cristiana per le Autonomie: a parere di Rotondi è l'unico soggetto legittimato all'utilizzo della denominazione "Democrazia Cristiana" avendo partecipato alle elezioni regionali del 2005 e alle elezioni politiche del 2006.
Il progetto federativo, tuttavia, non decolla e si conclude mestamente per l'indisponibilità dell'Unione di Centro e del Centro Democratico di aderirvi. Rotondi sospende quindi nuovamente le attività della sua DC, affidandone il patrimonio alla prestigiosa Fondazione Fiorentino Sullo (da quel momento Fondazione Democrazia Cristiana).

### Verde è Popolare

Logo di Verde è Popolare

Nel luglio 2021, all'indomani della costituzione di Europa Verde, Gianfranco Rotondi presenta insieme a Paola Balducci la nuova associazione di ispirazione ambientalista e democristiana "Verde è Popolare". Verde è Popolare si costituisce come partito il 26 settembre successivo.
Il 10 maggio 2022 l'ex deputato Giampiero Catone viene eletto presidente del partito.
In vista delle elezioni del 2022, Rotondi annuncia il sostegno di "Verde è Popolare" a Giorgia Meloni, venendo candidato alla Camera nel collegio uninominale Campania 2 - 04 (Avellino) per la coalizione di centrodestra e in terza posizione per Fratelli d'Italia nel collegio plurinominale Sicilia 2 - 03. Nel frattempo, "Verde è Popolare" ottiene anche il sostegno del Partito Valore Umano.
Rotondi risulta eletto all'uninominale con il 32,91%, pari a 60.663 voti, avendo la meglio sull'avversario del centro-sinistra Maurizio Petracca per 5.000 voti (30,01%) e sul candidato del Movimento 5 Stelle Michele Gubitosa (25,88%).
In vista delle elezioni regionali del 12 febbraio 2023 Verde è Popolare nel Lazio presenta una lista con l’Unione di Centro a sostegno di Francesco Rocca riuscendo ad eleggere un consigliere mentre in Lombardia la nuova formazione non viene ammessa.

### Il rilancio
Alla fine del mese di febbraio 2023 Rotondi annuncia "l'ipotesi di riassumere la denominazione Democrazia cristiana in modo da coinvolgere anche i numerosi partiti che negli ultimi anni hanno provato a riattivare la Dc storica".
Alle regionali in Molise di giugno, nella vittoria di Francesco Roberti, la lista UdC - Democrazia Cristiana - noi Di Centro prende il 3,5% senza consiglieri eletti.
A fine ottobre, in una convention a Saint-Vincent, Rotondi annuncia il ritorno della DC con la dicitura "Democrazia Cristiana con Rotondi", per evitare confusioni con altre esperienze che si richiamano al vecchio partito. Oltre alla presentazione del nuovo simbolo del partito, viene confermato il patto federativo con il Nuovo PSI di Stefano Caldoro  annunciato a settembre.

In occasione delle elezioni regionali in Sardegna del 25 febbraio 2024 il partito di Rotondi inizialmente forma il gruppo Grande Centro con Azione (poi fuoriuscito), UdC, e movimenti locali come Sardegna al Centro, Unione dei Sardi e Sardegna20Venti. Tuttavia il gruppo si scioglierà prima del deposito dei simboli e la DCR presenterà una propria lista a sostegno del candidato del centro-destra Paolo Truzzu. Il 18 gennaio 2024, a trent’anni esatti dalla fine della DC decisa da Martinazzoli, Rotondi alla Camera dei deputati presenta un simbolo con la balena bianca e non lo scudo crociato in dote all’UdC. La lista alle regionali raccoglie solo lo 0,3% nella sconfitta del centro-destra senza eleggere alcun consigliere.
Alle regionali in Abruzzo di marzo la lista UdC - Democrazia Cristiana prende l'1,17% senza eleggere alcun consigliere.
Anche in Basilicata, nella riconferma di Vito Bardi, la lista UdC - Democrazia Cristiana - Popolari Uniti non elegge consiglieri con il 2,5%.
Alle elezioni europee la DCR sostiene Fratelli d’Italia e in particolare la leader Giorgia Meloni. Alle comunali invece in numerose città è presente all'interno di liste civiche.
A gennaio 2025 la Gazzetta Ufficiale ne pubblica lo Statuto precedentemente approvato dalla Commissione di garanzia degli statuti e per la trasparenza e il controllo dei rendiconti dei partiti politici. 
Alle elezioni comunali in Puglia del 2025 spicca il risultato di Massafra dove la DCR raccoglie il 9,45% e ottiene 2 eletti nella sconfitta del centro-destra. 

## Correnti e valori
Non sono ravvisabili correnti formalmente costituite né tendenze interne di diverso orientamento. La DCR è naturalmente ispirata al cristianesimo democratico e alla concezione regionalista di matrice sturziana.

## Risultati elettorali
| Elezione                       | Elezione | Voti                 | %                    | Seggi   |
| ------------------------------ | -------- | -------------------- | -------------------- | ------- |
| Politiche 2006 (con Nuovo PSI) | Camera   | 285.744              | 0,74                 | 4 / 630 |
| Politiche 2006 (con Nuovo PSI) | Senato   | 190.724              | 0,55                 | 2 / 315 |
| Politiche 2018                 | Camera   | In Forza Italia      | In Forza Italia      | 1 / 630 |
| Politiche 2022                 | Camera   | In Fratelli d'Italia | In Fratelli d'Italia | 1 / 400 |

## Congressi
- Congresso costituente - Roma, 25 giugno 2005.